# Tristan Vautier
Tristan Vautier (Saint-Martin-d'Hères, 22 agosto 1989) è un pilota automobilistico francese, vincitore del Campionato Star Mazda nel 2011 e della Indy Lights nel 2012, ha preso parte a diverse corse del IndyCar Series dal 2013 al 2017 per poi ritornare nel 2024.
Ha vinto la 12 Ore di Sebring 2021 con la Cadillac DPi-V.R in coppia con Sébastien Bourdais e Loïc Duval.

## Carriera

### Gli inizi in monoposto
Vautier inizia la sua carriera in monoposto nel 2006 correndo nella Formula Renault francese dove si classifica secondo. Dopo due anni dove ha corso sempre in patria si è spostato nel Regno Unito per competere nella Formula Palmer Audi dove ha ottenuto sei vittorie e ha chiuso al quarto posto in classifica. Nello stesso anno ha preso anche a due corse del Campionato FIA di Formula 2 sostituendo Edoardo Piscopo. Nella prima gara sul Circuito di Catalogna ottiene un ottimo terzo posto.

### Road to Indy
Nel 2010, Vautier decide di sportarsi negli Stati Uniti, correndo nel campionato Star Mazda per il team Andersen Racing. Nella sua prima stagione oltre oceano, ottiene due vittorie e chiude quinto nella classifica assoluta. L'anno seguente rimasto nella serie passano per il team JDC MotorSports ottiene quattro vittorie e si laurea campione nella serie. Nel 2012 sale di categoria passando alla Indy Lights, guidando per il team Sam Schmidt Motorsports. La stagione è un successo per il pilota francese, ottiene quattro vittorie e altri tre podi che lo portano a laurearsi campione nella serie.

### IndyCar

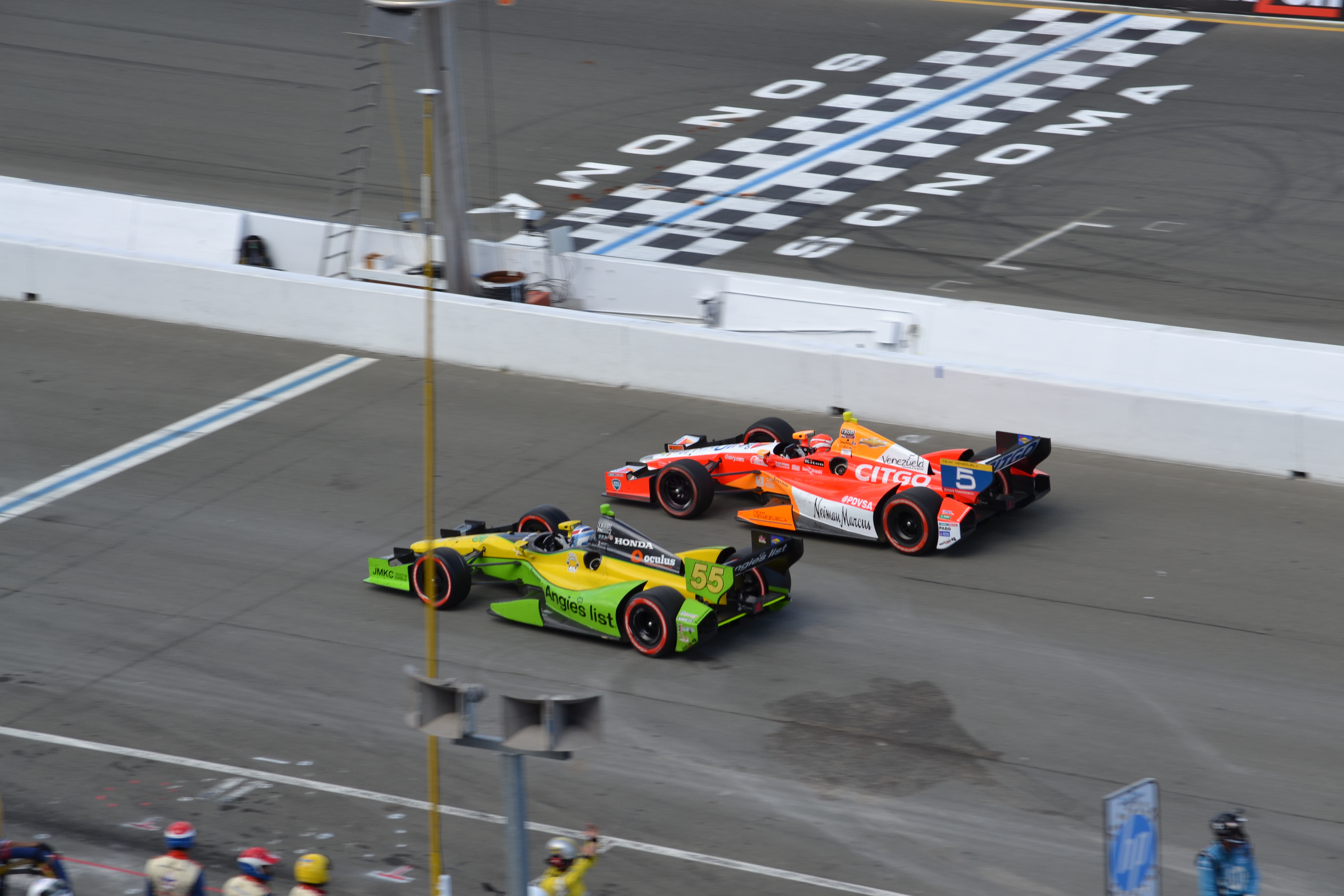
Tristan Vautier (#55) a fianco a di E. J. Viso (#5) nel 2013

Grazie alla vittoria del Indy Lights, Vautier ottiene una borsa di studio per finanziare il suo passaggio nella IndyCar Series. Il francese si unisce al team HP Motorsports per la stagione 2013 della serie statunitense ma non arrivano grandi risultati e per la stagione seguente non riesce a trovare un sedile. Nel 2014 Vautier decide di correre nella Blancpain GT Series con la Ferrari 458 Italia GT2 e nel Campionato United SportsCar con la Lola B12/60 motorizzata Mazda. L'anno seguente, a metà stagione, viene chiamato dal team Dale Coyne Racing per tornare a correre in IndyCar. A fine stagione non viene confermato dal team, ma ritorna nella serie un'ultima volta corredo sul Texas Motor Speedway nel 2017.
Nel 2024, dopo sei anni, Vautier torna in IndyCar Series con il team Dale Coyne Racing per il round di Detroit.

### Endurance

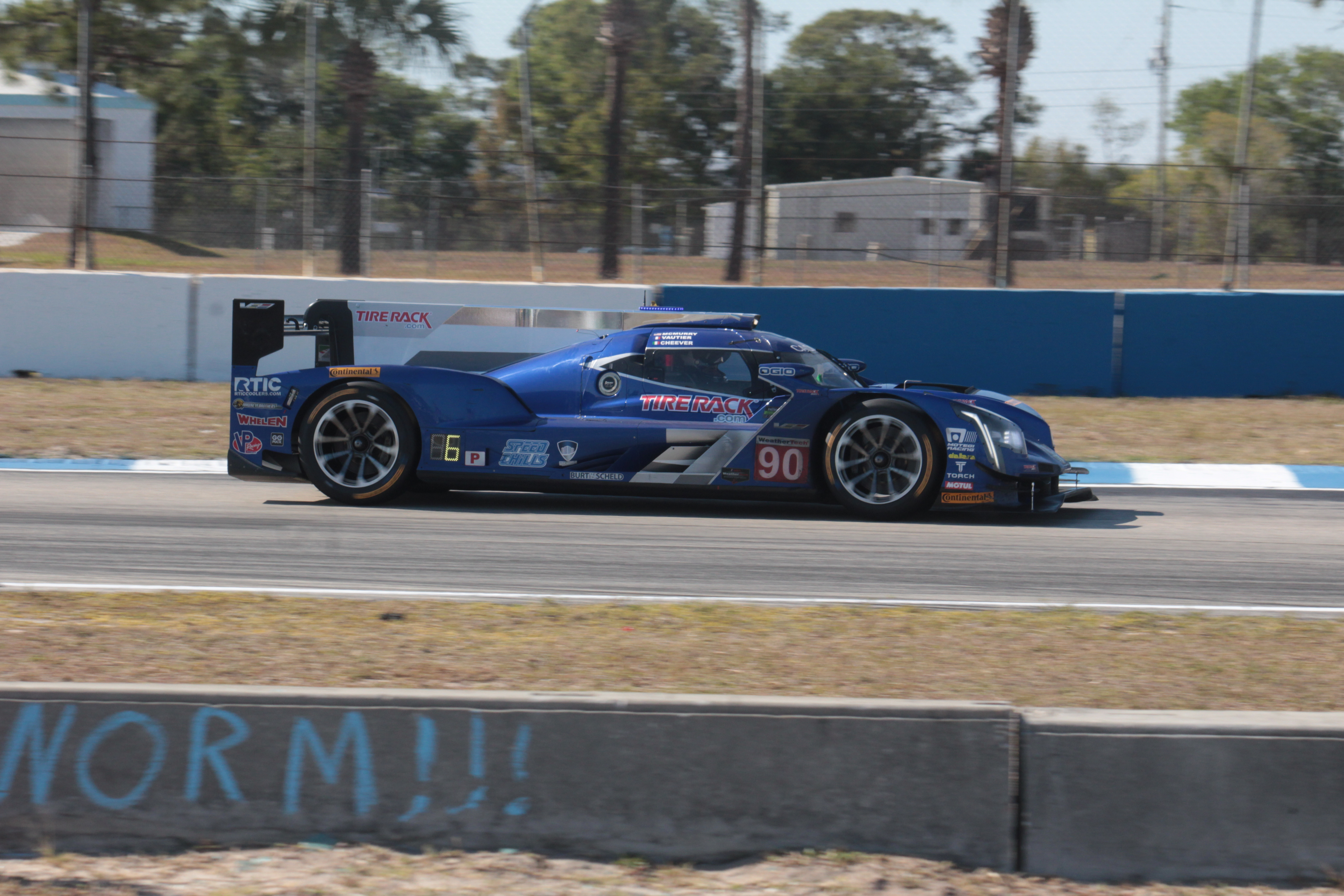
Tristan Vautier nel 2018 con la Cadillac DPi-V.R

Conclusa la sua esperienza in IndyCar, Vautier si concentra nelle corse endurance, gareggiano nel Campionato IMSA WeatherTech SportsCar, dal 2018 si lega alla Cadillac portando in pista il prototipo, DPi-V.R. Con il team JDC-Miller MotorSports ottiene diversi podi e la vittoria nella 12 Ore di Sebring 2021 in coppia con Sébastien Bourdais e Loïc Duval. 
Nel 2022 grazie al team ARC Bratislava esordisce nella 24 Ore di Le Mans, gareggiando nella classe LMP2. 
Nel 2023 lascia le corse negli Stati Uniti e torna in Europa, si unisce al team Algarve Pro Racing per correre nella European Le Mans Series. Inoltre nel maggio dello stesso anno viene chiamato dal team Floyd Vanwall Racing Team per sostituire Jacques Villeneuve alla guida della Vanwall Vandervell 680 durante la 24 Ore di Le Mans 2023.
Non avendo un sedile, nel 2024 diventa pilota di riserva del team Chip Ganassi Racing (Cadillac Racing) per la 24 Ore di Le Mans 2024.

## Risultati

### Road to Indy

#### Star Mazda
| Anno | Team            | 1     | 2     | 3      | 4     | 5     | 6     | 7     | 8      | 9     | 10     | 11     | 12    | 13    | Punti | Pos. |
| ---- | --------------- | ----- | ----- | ------ | ----- | ----- | ----- | ----- | ------ | ----- | ------ | ------ | ----- | ----- | ----- | ---- |
| 2010 | Andersen Racing | SEB 1 | STP 9 | LAG 15 | IND 6 | IOW 8 | NJ 6  | NJ 1  | ACC 23 | ACC 2 | TRO 11 | ROA 13 | MOS 4 | ATL 5 | 400   | 5º   |
| 2011 | JDC MotorSports | STP 3 | BAR 1 | IND 4  | MIL 4 | IOW 4 | MOS 5 | TRO 1 | TRO 3  | SON 1 | BAL 1  | LAG 5  |       |       | 426   | 1º   |

#### Indy Lights
| Anno | Team                    | 1     | 2     | 3     | 4      | 5     | 6     | 7     | 8      | 9     | 10    | 11    | 12    | Punti | Pos. |
| ---- | ----------------------- | ----- | ----- | ----- | ------ | ----- | ----- | ----- | ------ | ----- | ----- | ----- | ----- | ----- | ---- |
| 2012 | Sam Schmidt Motorsports | STP 1 | ALA 2 | LBH 3 | INDY 3 | DET 5 | MIL 1 | IOW 4 | TOR 11 | EDM 6 | TRO 1 | BAL 1 | FON 4 | 461   | 1º   |

### IndyCar Series
| Anno | Team                                     | Vettura      | Motore | 1      | 2      | 3      | 4      | 5       | 6       | 7      | 8      | 9      | 10     | 11     | 12     | 13     | 14     | 15     | 16     | 17     | 18     | 19     | Punti | Pos. |
| ---- | ---------------------------------------- | ------------ | ------ | ------ | ------ | ------ | ------ | ------- | ------- | ------ | ------ | ------ | ------ | ------ | ------ | ------ | ------ | ------ | ------ | ------ | ------ | ------ | ----- | ---- |
| 2013 | Schmidt Peterson Hamilton HP Motorsports | Dallara DW12 | Honda  | STP 21 | ALA 10 | LBH 17 | SAO 16 | INDY 16 | DET 11  | DET 14 | TXS 18 | MIL 21 | IOW 13 | POC 19 | TOR 19 | TOR 16 | MDO 21 | SNM 12 | BAL 11 | HOU 22 | HOU 11 | FON 21 | 266   | 20º  |
| 2015 | Dale Coyne Racing                        | Dallara DW12 | Honda  | STP    | NLA    | LBH    | ALA    | IMS     | INDY 28 | DET 17 | DET 4  | TXS 20 | TOR 17 | FON 17 | MIL 16 | IOW 12 | MDO 6  | POC 21 | SNM 23 |        |        |        | 175   | 22º  |
| 2017 | Dale Coyne Racing                        | Dallara DW12 | Honda  | STP    | LBH    | ALA    | PHX    | IMS     | INDY    | DET    | DET    | TXS 16 | ROA    | IOW    | TOR    | MDO    | POC    | GTW    | WGL    | SNM    |        |        | 15    | 36º  |

### IMSA SportsCar
| Anno | Team                        | Classe | Vettura          | 1      | 2      | 3      | 4      | 5      | 6      | 7      | 8      | 9      | 10     | 11     | 12     | Punti | Pos. |
| ---- | --------------------------- | ------ | ---------------- | ------ | ------ | ------ | ------ | ------ | ------ | ------ | ------ | ------ | ------ | ------ | ------ | ----- | ---- |
| 2014 | SpeedSource                 | P      | Mazda Prototype  | DAY 13 | SEB 16 | LBH    | LGA    | DET    | WGL 9  | MOS    | IMS    | ELK    | COA    | PET 11 |        | 59    | 30º  |
| 2015 | JDC-Miller MotorSports      | PC     | Oreca FLM09      | DAY 3† | SEB    | LGA    | DET    | WGL    | MOS    | LIM    | ELK    | COA    | PET    |        |        | 1     | 36º  |
| 2016 | Stevenson Motorsports       | GTD    | Audi R8 LMS      | DAY 7  | SEB    | LGA    | DET    | WGL    | MOS    | LIM    | ELK    | VIR    | COA    | PET    |        | 25    | 47º  |
| 2017 | SunEnergy1 Racing           | GTD    | Mercedes-AMG GT3 | DAY 18 | SEB 3  | LBH 15 | COA 3  | DET 15 | WGL 15 | MOS 13 | LIM 16 | ELK 12 | VIR 16 | LGA 12 | PET 16 | 224   | 19º  |
| 2018 | Mustang Sampling Racing     | P      | Cadillac DPi-V.R | DAY 20 | SEB 12 | LBH    | MDO    | DET 13 | WGL 11 | MOS    | ELK    | LGA    | PET 4  |        |        | 96    | 24º  |
| 2019 | JDC-Miller MotorSports      | DPi    | Cadillac DPi-V.R | DAY 5  | SEB 7  | LBH 9  | MDO 10 | DET 5  | WGL 10 | MOS 9  | ELK 8  | LGA 8  | PET 9  |        |        | 230   | 11º  |
| 2020 | JDC-Miller MotorSports      | DPi    | Cadillac DPi-V.R | DAY 5  | DAY 7  | SEB 8  | ELK 7  | ATL 4  | MDO 8  | PET 4  | LGA 7  | SEB 5  |        |        |        | 226   | 9º   |
| 2021 | JDC-Mustang Sampling Racing | DPi    | Cadillac DPi-V.R | DAY 7  | SEB 1  | MDO 4  | DET 5  | WGL 7  | WGL 4  | ELK 6  | LGA 6  | LBH 3  | PET 7  |        |        | 2933  | 6º   |
| 2022 | JDC-Miller MotorSports      | DPi    | Cadillac DPi-V.R | DAY 3  | SEB 2  | LBH 3  | LGA 4  | MDO 6  | DET 5  | WGL 7  | MOS 5  | ELK 5  | PET 7  |        |        | 2979  | 6º   |

* Stagione in corso.

### 24 Ore di Le Mans
| Anno | Team                      | Co-Pilota                      | Vettura                | Classe   | Giri | Pos. | Class Pos. |
| ---- | ------------------------- | ------------------------------ | ---------------------- | -------- | ---- | ---- | ---------- |
| 2022 | ARC Bratislava            | Miro Konôpka Bent Viscaal      | Oreca 07-Gibson        | LMP2     | 360  | 26º  | 21º        |
| 2023 | Floyd Vanwall Racing Team | Esteban Guerrieri Tom Dillmann | Vanwall Vandervell 680 | Hypercar | 165  | Rit  | Rit        |
| 2025 | CLX Pure Racing           | Tom Blomqvist Alex Malykhin    | Oreca 07               | LMP2     | 358  | 32°  | 14°        |

### Campionato del mondo endurance
| Anno    | Squadra                   | Classe   | Vettura                | SEB | ALG | SPA | LMS | MON | FUJ | BHR | Punti | Pos. |
| ------- | ------------------------- | -------- | ---------------------- | --- | --- | --- | --- | --- | --- | --- | ----- | ---- |
| 2023    | Floyd Vanwall Racing Team | Hypercar | Vanwall Vandervell 680 |     |     |     | Rit | 12  | 11  | 12  | 0     | 21°  |
| Legenda |                           |          |                        |     |     |     |     |     |     |     |       |      |

* Stagione in corso.

### European Le Mans Series
| Anno    | Squadra            | Classe      | Vettura  | BAR | LEC | ARA | SPA | POR | ALG | Punti | Pos. |
| ------- | ------------------ | ----------- | -------- | --- | --- | --- | --- | --- | --- | ----- | ---- |
| 2023    | Algarve Pro Racing | LMP2 Pro/Am | Oreca 07 | 8   | 8   | 4   | 6   | 7   | 8   | 38    | 9°   |
| Anno    | Squadra            | Classe      | Vettura  | BAR | LEC | IMO | SPA | MUG | ALG | Punti | Pos. |
| 2024    | Team Virage        | LMP2 Pro/Am | Oreca 07 |     |     |     | 7   | 6   | 6   | 22    | 12°  |
| Anno    | Squadra            | Classe      | Vettura  | BAR | LEC | IMO | SPA | SIL | ALG | Punti | Pos. |
| 2025    | CLX – Pure Rxcing  | LMP2        | Oreca 07 | 4   |     |     |     |     |     | 12*   |      |
| Legenda |                    |             |          |     |     |     |     |     |     |       |      |

*Stagione in corso.